# Paiol Velho
Paiol Velho foi uma telenovela brasileira exibida pela TV Cultura entre 5 e 30 de julho de 1982, às 19h30. Baseada na peça de Abílio Pereira de Almeida, foi escrita por Chico de Assis.

## Enredo
Conta a luta do imigrante Tonico Loferato contra os proprietários legais da fazenda Paiol Velho, na tentativa de se tornar o dono legítimo das terras, cuidadas há anos por ele próprio e sua família.

## Elenco
- Jonas Mello - Tonico Loferato
- Maria Luiza Castelli - Anita
- Alberto Baruque
- Selene Marinho
- Amaury Alvarez
- Dante Ruy
- Eliana Barbosa
- Felipe Donavan
- Gésio Amadeu
- Iris Decallafe
- João José Pompeo
- Kate Hansen
- Newton Prado
- Rosamaria Pestana
- Rubens Moral
- Rubens Rollo
- Walter Forster
- Xandó Batista
- Douglas Antonio Rosa
- Zé Carlos Machado
- Laura Clark